# Land- und Stadtgericht Ortelsburg
Das Land- und Stadtgericht Ortelsburg war von 1821 bis 1849 ein preußisches Land- und Stadtgericht mit Sitz in Ortelsburg.

## Geschichte
Das Land- und Stadtgericht Ortelsburg wurde 1821 aus folgenden bisherigen Gerichten gebildet: Dem Stadtgericht Ortelsburg, Stadtgericht Passenheim, Justizamt Ortelsburg und Justizamt Friedrichsfelde. 1828 wurde Passenheim als Land- und Stadtgericht Passenheim ausgegliedert. Es war ein Gericht 2. Klasse im Sprengel des Oberlandesgerichts Königsberg.
1837 umfasste der Gerichtsbezirk die Stadt Ortelsburg mit 1402 Gerichtseingesessenen und 126 Ortschaften mit 18.606 Gerichtseingesessenen (zusammen also 20.008 Gerichtseingesessene). Am Gericht waren ein Stadt- und Landrichter, ein Assessor und vier weitere Mitarbeiter beschäftigt.
Nach der Märzrevolution wurden 1849 einheitlich Kreisgerichte gebildet. In Ortelsburg entstand so das Kreisgericht Ortelsburg.